# フエアーウイン
フエアーウインは日本の競走馬。1962年の第29回東京優駿（日本ダービー）に優勝した。同年の啓衆社賞最優秀4歳牡馬。

## 経歴
1961年9月3日に東京でデビュー。2戦目をレコードタイムで勝ち上がると、以後は一般オープン競走を勝ち進み、4歳クラシック初戦の皐月賞までに8戦5勝2着2回という成績を収める。
皐月賞では、重賞未出走馬ながら4番人気に支持されるも、ヤマノオーの11着と大敗。このため次走の東京優駿ではやや人気を落とし、6番人気となった。レースは、最後の直線でコレヒサ、ヤマノオー、フエアーウインの競り合いとなったが、フエアーウインが3/4馬身差抜け出し勝利を収めた。2着はダービー史上初の同着となった。
その後は菊花賞を11着、有馬記念が17着と大敗。翌年はオープン競走でを2勝を挙げたものの、八大競走へは出走せず、10月のオープン戦7着を最後に競走馬を引退した。その後は種牡馬となったが、産駒に目立った活躍馬はおらず、フエアーウインの血を引く馬は現存しない。
生産地の青森県七戸町にある道の駅しちのへに、同じ青森県産のダービー馬ヒカルメイジと共に立像が建てられている。

## 主な産駒
- マンセイ（ミョウジントップ〈京成杯2着、朝日杯3歳ステークス3着〉の祖母）

## 全成績
| 年月日 | 年月日 | 年月日 |      | レース名         | 頭数 | 人気 | 着順 | 距離          | タイム  | 着差    | 騎手     | 斤量 | 優勝馬/（2着馬）            |
| 1961   | 9.     | 3      | 東京 | 新馬             | 5    | 1    | 3着  | 芝1200m（良） |         |         | 野平祐二 | 51   | スズサンゲツ                |
|        | 9.     | 16     | 東京 | 新馬             | 5    | 2    | 1着  | 芝1100m（良） | R1:07.0 | 3身     | 野平祐二 | 51   | （ミスホウゲツ）            |
|        | 10.    | 21     | 東京 | オープン         | 7    | 1    | 2着  | 芝1000m（重） |         | 1/2身   | 野平祐二 | 51   | クインターコミン            |
|        | 11.    | 5      | 東京 | 3歳S             | 4    | 2    | 1着  | 芝1400m（良） | R1.25.8 | 3 1/2身 | 保田隆芳 | 51   | （チエス）                  |
|        | 12.    | 2      | 中山 | オープン         | 6    | 2    | 2着  | 芝1200m（稍） |         | 2 1/2身 | 野平祐二 | 53   | シモフサホマレ              |
|        | 12.    | 24     | 中山 | オープン         | 10   | 1    | 1着  | 芝1200m（良） | 1:11.5  | 1/2身   | 保田隆芳 | 53   | （テツフォード）            |
| 1962   | 3.     | 11     | 中山 | オープン         | 5    | 1    | 1着  | 芝1600m（良） | 1:39.7  | 3/4身   | 高橋英夫 | 55   | （ミストップ）              |
|        | 3.     | 31     | 中山 | オープン         | 5    | 1    | 1着  | 芝1800m（稍） | 1:53.3  | 1 3/4身 | 高橋英夫 | 55   | （ヤマニンフレーム）        |
|        | 4.     | 22     | 中山 | 皐月賞           | 16   | 4    | 11着 | 芝2000m（良） | 2:06.4  | 1.6秒   | 高橋英夫 | 57   | ヤマノオー                  |
|        | 5.     | 27     | 東京 | 東京優駿         | 32   | 6    | 1着  | 芝2400m（良） | 2:31.2  | 3/4身   | 高橋英夫 | 57   | （ヤマノオー） （コレヒサ） |
|        | 9.     | 29     | 京都 | オープン         | 8    | 1    | 2着  | 芝1600m（良） |         | 3/4身   | 吉永正人 | 55   | リュウライト                |
|        | 10.    | 14     | 阪神 | スタンド完成記念 | 10   | 1    | 5着  | 芝2000m（稍） |         |         | 伊藤修司 | 59   | グレイトスタン              |
|        | 11.    | 25     | 京都 | 菊花賞           | 23   | 5    | 17着 | 芝3000m（良） | 3:12.7  | 2.0秒   | 高橋英夫 | 57   | ヒロキミ                    |
|        | 12.    | 23     | 中山 | 有馬記念         | 13   | 9    | 10着 | 芝2600m（良） | 2:45.2  | 0.8秒   | 高橋英夫 | 54   | オンスロート                |
| 1963   | 1.     | 20     | 中山 | アメリカJCC      | 6    | 4    | 3着  | 芝2600m（良） | 2:43.2  | 0.8秒   | 保田隆芳 | 55   | コレヒサ                    |
|        | 4.     | 7      | 中山 | オープン         | 6    | 4    | 1着  | 芝1600m（良） | 1:37.1  | 3身     | 吉永正人 | 56   | （トキクイン）              |
|        | 4.     | 29     | 東京 | オープン         | 7    | 1    | 1着  | 芝1800m（良） | 1:49.6  | 5身     | 吉永正人 | 56   | （トキクイン）              |
|        | 5.     | 19     | 東京 | アルゼンチンJCC  | 6    | 1    | 3着  | 芝2300m（稍） | 2:24.8  | 0.9秒   | 高橋英夫 | 57   | エムローン                  |
|        | 10.    | 12     | 中山 | オープン         | 11   | 3    | 7着  | 芝1800m（良） |         |         | 吉永正人 | 59   | メイズイ                    |

## 血統表
| フエアーウインの血統（ロックフェラ系 / Phalaris5×3=15.63%、Chaucer4×5=9.38%、Gainsborough4×5=9.38% (父内) ） | フエアーウインの血統（ロックフェラ系 / Phalaris5×3=15.63%、Chaucer4×5=9.38%、Gainsborough4×5=9.38% (父内) ） | フエアーウインの血統（ロックフェラ系 / Phalaris5×3=15.63%、Chaucer4×5=9.38%、Gainsborough4×5=9.38% (父内) ） | （血統表の出典） | （血統表の出典） |
| 父 *ゲイタイム Gay Time 1949 栗毛 イギリス                                                                   | 父の父Rockefella 1941 青鹿毛 イギリス                                                                        | Hyperion | Gainsborough     | Gainsborough     |
| 父 *ゲイタイム Gay Time 1949 栗毛 イギリス                                                                   | 父の父Rockefella 1941 青鹿毛 イギリス                                                                        | Hyperion | Selene           |                  |
| 父 *ゲイタイム Gay Time 1949 栗毛 イギリス                                                                   | 父の父Rockefella 1941 青鹿毛 イギリス                                                                        | Rockfel | Felstead         | Felstead         |
| 父 *ゲイタイム Gay Time 1949 栗毛 イギリス                                                                   | 父の父Rockefella 1941 青鹿毛 イギリス                                                                        | Rockfel | Rockliffe        |                  |
| 父 *ゲイタイム Gay Time 1949 栗毛 イギリス                                                                   | 父の母Daring Miss 1939 栗毛 イギリス                                                                         | Felicitation                                                                                                 | Colorado         | Colorado         |
| 父 *ゲイタイム Gay Time 1949 栗毛 イギリス                                                                   | 父の母Daring Miss 1939 栗毛 イギリス                                                                         | Felicitation                                                                                                 | Felicita         |                  |
| 父 *ゲイタイム Gay Time 1949 栗毛 イギリス                                                                   | 父の母Daring Miss 1939 栗毛 イギリス                                                                         | Venturesome                                                                                                  | Solario          | Solario          |
| 父 *ゲイタイム Gay Time 1949 栗毛 イギリス                                                                   | 父の母Daring Miss 1939 栗毛 イギリス                                                                         | Venturesome                                                                                                  | Orlass           |                  |
| 母 *フェアハネー Fair Honey 1943 栗毛 イギリス                                                               | 母の父Fairway 1925 鹿毛 イギリス                                                                             | Phalaris | Polymelus        | Polymelus        |
| 母 *フェアハネー Fair Honey 1943 栗毛 イギリス                                                               | 母の父Fairway 1925 鹿毛 イギリス                                                                             | Phalaris | Bromus           |                  |
| 母 *フェアハネー Fair Honey 1943 栗毛 イギリス                                                               | 母の父Fairway 1925 鹿毛 イギリス                                                                             | Scapa Flow                                                                                                   | Chaucer          | Chaucer          |
| 母 *フェアハネー Fair Honey 1943 栗毛 イギリス                                                               | 母の父Fairway 1925 鹿毛 イギリス                                                                             | Scapa Flow                                                                                                   | Anchora          |                  |
| 母 *フェアハネー Fair Honey 1943 栗毛 イギリス                                                               | 母の母Honey Buzzard 1931 栗毛 イギリス                                                                       | Papylus | Tracery          | Tracery          |
| 母 *フェアハネー Fair Honey 1943 栗毛 イギリス                                                               | 母の母Honey Buzzard 1931 栗毛 イギリス                                                                       | Papylus | Miss Matty       |                  |
| 母 *フェアハネー Fair Honey 1943 栗毛 イギリス                                                               | 母の母Honey Buzzard 1931 栗毛 イギリス                                                                       | Lady Peregrine                                                                                               | White Eagle      | White Eagle      |
| 母 *フェアハネー Fair Honey 1943 栗毛 イギリス                                                               | 母の母Honey Buzzard 1931 栗毛 イギリス                                                                       | Lady Peregrine                                                                                               | Lisma F-No.9-h   |                  |

父ゲイタイムは1952年のダービーステークス2着。青森で繋養され、本馬の他に二冠馬メイズイなど数々の活躍馬を輩出した。母はイギリスの名馬Honeyway（チャンピオンステークスなど）の全妹。1953年に競走馬資源不足解消のためにイギリスから輸入された19頭の繁殖牝馬の内の1頭であり、この牝馬群からはヒカルメイジの母イサベリーンに続くダービー優勝馬の母となった。翌年の優勝馬メイズイの母チルウインドも同様の牝馬である。